# Пернамбуко (птах)
Пернамбуко (Glaucidium mooreorum) — вид совоподібних птахів родини совових (Strigidae). Ендемік Бразилії.

## Опис
Довжина птаха становить 13-15 см, вага 51-57 г. Голова темно-коричнева, поцятковане невеликими білими плямками, обличчя поцятковане білуватими і коричневими смугами. Верхня частина тіла каштанова, хвіст чорнувато-коричневий, поцяткований білими смугами. Нижня частина тіла біла, груди з боків коричневі, поки поцятковані коричневими смугами. Очі жовті, дзьоб зеленувато-жовтий.

## Поширення і екологія
Пернамбуко є ендеміками штату Пернамбуку на північному сході Бразилії. Вони живуть у вологих тропічних лісах. Живляться переважно комахами та іншими безхребетними, а також дрібними хребетними.

## Збереження
МСОП класифікує цей вид як такий, що перебуває на межі зникнення. Вид не спостерігався з 2001 року, можливо, він повністю вимер. У разі, якщо реліктова популяція пернамбуко існує у дикій природі, то вона, імовірно, не перевищує 50 птахів.